# Диференціальний оператор
Диференціальний оператор (взагалі кажучи, не неперервний, не обмежений і не лінійний) — оператор, визначений деяким диференціальним виразом і діючий в просторах (взагалі кажучи, векторнозначних) функцій (або перетинів диференційовних розшарувань) на диференційовних многовидах, або в просторах, спряжених до просторів цього типу.
Диференціальний вираз — це таке відображення {\displaystyle \lambda } множини {\displaystyle {\mathfrak {P}}} у просторі перетинів розшарування {\displaystyle \xi } з базою {\displaystyle M} у простір перетинів розшарування {\displaystyle \eta } з тією ж самою базою, що для будь-якої точки {\displaystyle p\in M} і будь-яких перетинів {\displaystyle f,\;g\in {\mathfrak {P}}} з збігів їх {\displaystyle k}-струй у точці {\displaystyle p} слідує збіг {\displaystyle \lambda f} і {\displaystyle g} у тій же точці; найменше з чисел {\displaystyle k}, що задовольняють цій умові для всіх {\displaystyle p\in M}, називається порядком диференціального виразу і порядком диференціального оператора, визначеного цим виразом.
На многовиді {\displaystyle M} без краю диференціальний оператор часто є розширенням оператора, природно обумовленого фіксованим диференціальним виразом на деякій (відкритій в підходящій топології) множині нескінченно (або досить багато разів) диференційовних перетинів даного векторного розшарування {\displaystyle \xi } з базою {\displaystyle M} і, таким чином, допускає природне узагальнення на випадок пучків ростків перетинів диференційовних розшарувань. На многовиді {\displaystyle M} з краєм {\displaystyle \partial M} диференціальний оператор {\displaystyle L} часто визначається як розширення аналогічного оператора, природно певного диференціальним виразом на множині тих диференційовних функцій (або перетинів розшарування), обмеження яких на {\displaystyle \partial M} лежать у ядрі деякого диференціального оператора {\displaystyle l} на {\displaystyle \partial M} (або задовольняє будь-яким іншим умовам, визначеним тими чи іншими вимогами до області значень оператора {\displaystyle l} на обмеженнях функццій з області визначення оператора {\displaystyle L}, наприклад, нерівностями); диференціальний оператор {\displaystyle l} називається таким, що визначає граничні умови для диференціального оператора {\displaystyle L}. Лінійні диференціальні оператори в просторах, спряжених до просторів функцій (або перетинів), визначаються як оператори, зв'язані до диференціальних операторів, зазначеного вище виду у цих просторах.